# Batalla de Hohenlinden
La batalla de Hohenlinden se libró el 3 de diciembre de 1800 en la localidad de Hohenlinden, cerca de Múnich, durante las guerras Revolucionarias Francesas.
El resultado de la misma fue la victoria de las fuerzas francesas, comandadas por el general Jean Victor Marie Moreau, sobre el ejército austriaco del Archiduque Carlos de Austria al mando de su joven hermano, el Archiduque Juan de Austria. La derrota forzó a Austria a firmar un armisticio.
En términos numéricos, y por el número de hombres que participaron en esta batalla, se convirtió en la mayor de cuantas tuvieron lugar durante las Guerras Revolucionarias Francesas, y posiblemente en la historia de Europa hasta las batallas de Wagram (1809), Borodinó (1812) y Leipzig (1813). Los 180.000 soldados del impresionante ejército de Moreau se enfrentaron a unos 120.000 austriacos, liderados por el archiduque austríaco.
La batalla comenzó con una emboscada en una carretera que atraviesa un bosque. Los franceses tuvieron 6.000 muertos y heridos, mientras que los austriacos sufrieron 8.000 bajas, 12.000 prisioneros y la pérdida de 200 cañones. Con esta decisiva victoria, junto con la victoria del primer cónsul Napoleón en la batalla de Marengo, terminaron las guerras de la Segunda Coalición. En el mes de febrero de 1801, Austria firmó el Tratado de Lunéville, aceptando el control francés sobre el Rin, y la creación de las repúblicas-satélite en Italia y los Países Bajos. El consiguiente Tratado de Amiens entre Francia y el Reino Unido de Gran Bretaña e Irlanda iniciaba el mayor periodo de paz durante todo el periodo napoleónico.
- Datos: Q705813
- Multimedia: Battle of Hohenlinden / Q705813